# کراپ لا پالا
کراپ لا پالا (به لاتین: Crap la Pala) یک کوه در سوئیس است که در کانتون گراوبوندن واقع شده‌است. کراپ لا پالا ۲٬۱۵۱ متر بالاتر از سطح دریا واقع شده‌است.